# De Ranitz

Wappen

De Ranitz ist der Name eines ursprünglich sächsischen Geschlechts von niederem Adel, welches im 17. Jahrhundert in den Niederlanden ansässig wurde.

## Stammlinie und Nobilitierung in den Niederlanden
Die Stammlinie beginnt bei Johann Sigismund Ranisch (* 1646/1647 in Dresden), der Rittmeister im Dienste der Generalstaaten war. Die Kinder des Herman de Ranitz (1794–1846), Sebastiaan Mattheus Sigismund und Samuel de Ranitz, wurden im Jahre 1906 mit dem Adelsprädikat Jonkheer in den niederländischen Adel eingeführt. Ihr Bruder Johan Hendrik de Ranitz wurde im Jahre 1908 eingeführt; deren Neffe Cornelis de Ranitz (1801–1860) schlussendlich im Jahre 1935.

## Namensträger
Bedeutende Personen waren u. a.:
- Herman de Ranitz (1794–1846), niederländischer Jurist, Politiker und Bürgermeister von Groningen
- Samuel de Ranitz (1834–1913), Arzt, Gründer und Gesundheitsdirektor des Emma Kinderziekenhuis in Amsterdam
- Sebastiaan Mattheus Sigismund de Ranitz (1846–1916), Adjutant von König Wilhelm III.
- Lita de Ranitz (1876–1960), niederländische Schriftstellerin und Sammlerin von Puppenhäusern
- Sebastiaan Matheus Sigismund de Ranitz (1901–1987), Generalsekretär des nationalsozialistischen Departement van Volksvoorlichting en Kunsten während der deutschen Besetzung der Niederlande
- Coen de Ranitz (1905–1984), Bürgermeister von Utrecht
- Jet de Ranitz (1970), ehemaliger Aufsichtsratsvorsitzender der Fachhochschule InHolland, Geschäftsführer von SURF B.V., einem niederländischen Internetdienstanbieter für universitäre Forschung, Vorstand der Stiftung Praemium Erasmianum